# 小澤銳仁
小澤銳仁（1954年5月31日—）出生於山梨縣甲府市，屬日本維新會的政治人物，前民主黨黨員。小澤銳仁東京大學法學部，後又在埼玉大學完成碩士課程（政治學碩士），畢業後小澤加入東京銀行。1983年，他應自民黨眾議員濱田卓二郎的邀請，於政府組織自由社會論壇任職而加入政壇。1993年首次參選第40屆日本眾議院議員總選舉，代表日本新黨出選並成功當選，其次六次的選舉都成功當選。2009年在鳩山由紀夫內閣中首次入閣，擔任環境大臣。2010年，菅直人內閣中成功留任，不過在菅直人內閣第一次改組離任，由松本龍接任環境大臣一職。

## 荣誉
- 旭日大绶章（2024年11月3日公布[1]）